# Przylądek Flissingski

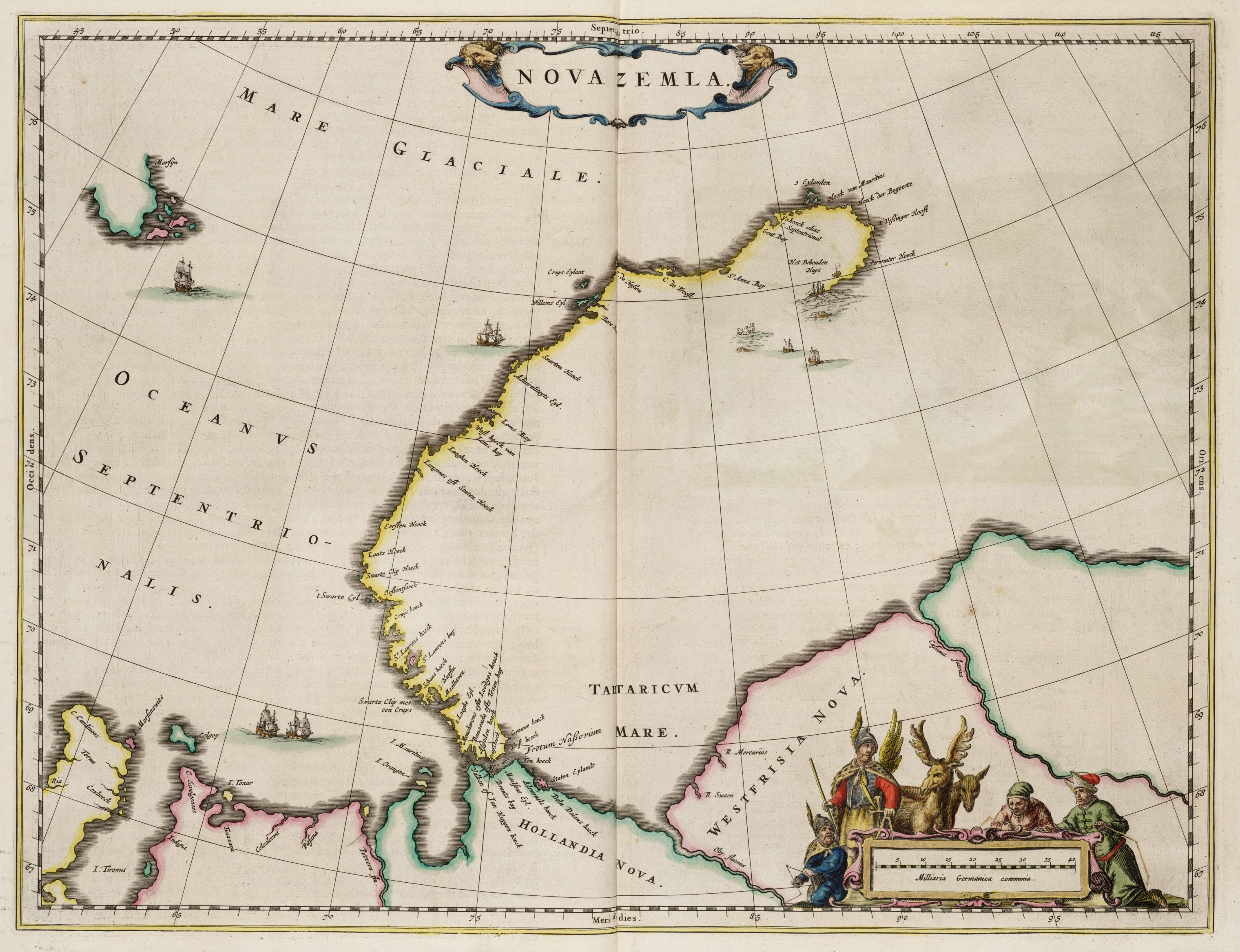
Przylądek Flissingski na mapie holenderskiej 1664 roku (Atlas van Loon)

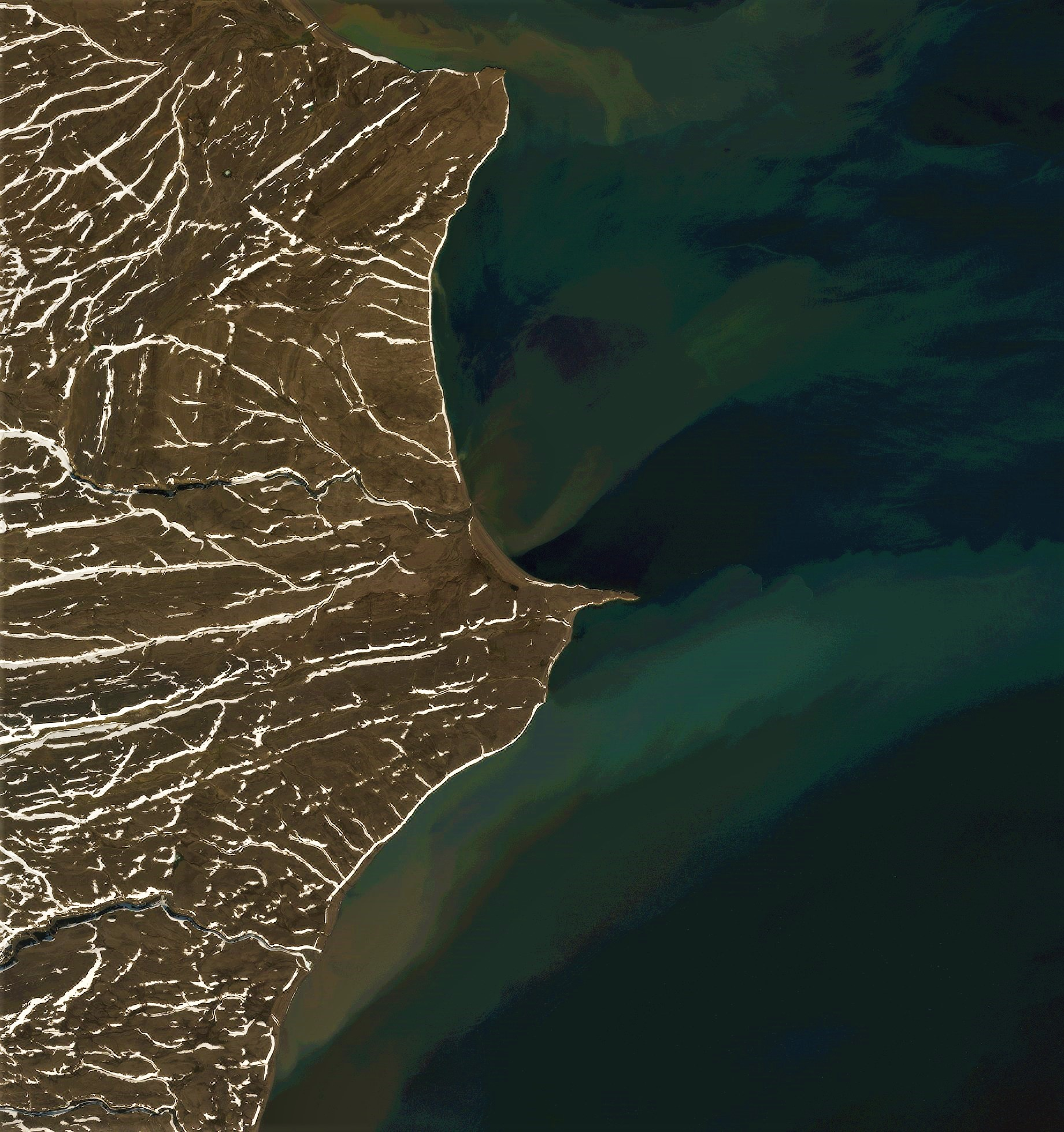
Przylądek Flissingski na zdjęciu satelitarnym. Widoczny jest brak wysp w otoczeniu

Przylądek Flissingski (ros.: мыс Флиссингский) – przylądek w Rosji, na Nowej Ziemi. Jest najbardziej wysuniętym na wschód miejscem w Europie. Na starszych mapach topograficznych notowano drobną wyspę nieco na północny wschód od przylądka, aktualne zdjęcia satelitarne nie potwierdzają jej istnienia.
Przylądek Flissingski został odkryty w 1596 w czasie wyprawy holenderskiej (w poszukiwaniu północnego przejścia do Indii) której dowodził Willem Barents. Wkrótce po okrążeniu przylądka statek ekspedycji wmarzł w lód, członkowie załogi byli zmuszeni do zejścia na ląd (na mapie z Atlas van Loon sporządzonej z użyciem wyników ekspedycji Barentsa na końcu zbadanego wybrzeża są przedstawione wmarznięty statek Barentsa oraz dom, w którym ekspedycja spędziła zimę). Po spędzeniu zimy zbudowali dwie łodzie i ponownie okrążając przylądek udali się w drogę powrotną. W czasie tego powrotu Barents umarł na brzegu zachodnim wyspy Północnej Nowej Ziemi (przylądek Flissingski jest punktem wschodnim tej wyspy).